# الصراع الداخلي في ميانمار

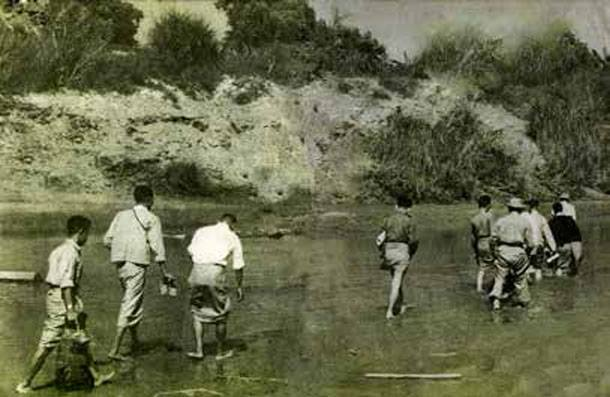
«لقد عادوا»: متمردو الحزب الشيوعي في بورما في طريقهم للعودة إلى قواعدهم بعد فشل محادثات السلام. (نوفمبر 1963).

استمرت حركات التمرد في ميانمار منذ عام 1948، وذلك بعد حصول الدولة، التي كانت تعرف حينها باسم بورما، على استقلالها من المملكة المتحدة. كان النزاع في ميانمار قائمًا، إلى حد بعيد، على أسس عرقية، إذ تقاتلت العديد من الجماعات العرقية المسلحة مع القوات المسلحة الميانمارية، تاتماداو، لتحصيل حق تحقيق المصير. وُقعت في البلاد العديد من اتفاقيات وقف إطلاق النار، وأُنشئت في عام 2008 مناطق ذاتية الإدارة، مع ذلك، تواصل العديد من المحموعات العرقية مطالبتها بالحصول على الاستقلال أو إنشاء المزيد من التقسيمات الإدارية ذاتية الحكم أو تحويل البلاد إلى النظام الفيدرالي. يعد الصراع في ميانمار أطول حرب أهلية مستمرة في العالم، امتدت لأكثر من سبعة عقود.

## خلفية
قبل حصول ميانمار (بورما) على استقلالها من المملكة المتحدة، احتجت العديد من الجماعات المناهضة للاستعمار على الحكم البريطاني للبلاد. ازداد تأثير هذه الجماعات خلال الحرب العالمية الثانية، وذلك عندما وعدت إمبراطورية اليابان بإقامة «دولة بورمية مستقلة» (في واقع الأمر، سعت اليابان لتحويل بورما لدولة دمية تابعة لها)، وعينت با مو رئيسًا لها. خلال هذه الفترة، بدأت الجماعات اليسارية، كالحزب الشيوعي البورمي والجماعات العرقية المسلحة الأخرى، بالانخراط في مواجهة كل من البريطانيين واليابانيين.
بعد الحرب العالمية الثانية، تفاوض أون سان مع العديد من زعماء المجموعات العرقية في ولاية شان، وتمكن في نهاية المطاف من توقيع اتفاق بانجلونج بينهم. ضمنت الاتفاقية للمجموعات العرقية الحق في تقرير المصير والحصول على تمثيل سياسي في حكومة ما بعد الاستقلال، إضافة إلى تحقيق المساواة الاقتصادية بين المجموعات العرقية المختلفة. مُنحت شعوب تشين وكاشين وشان خيار الانفصال عن ميانمار بعد عقد من الزمن، في حال لم يكن قادة ولاياتهم راضين عن أداء الحكومة المركزية. لكن، اغتيل أونغ سان بعد ذلك بوقت قصير، ولم تحترم حكومة ما بعد الاستقلال اتفاق بانجلونج، الأمر الذي تسبب بزيادة حالة التوتر في العلاقات التي تربط الأغلبية العرقية في ميانمار، البرماوية، مع الأقليات الأخرى.

## الإطار الزمني
ينقسم الصراع الداخلي في ميانمار بشكل رئيسي إلى ثلاثة أجزاء: أولها، حركات التمرد خلال فترة ما بعد الاستقلال وتحت الحكم البرلماني (1948 – 1962)، وثانيها، حركات التمرد خلال فترة حكم الحكومة الاشتراكية التي أعقبت انقلاب عام 1962 تحت حكم الجنرال ني وين وحزب البرنامج الاشتراكي في بورما (1988 – 1962)، وآخرها، حركات التمرد خلال فترة ما بعد الحرب البارد الحديثة، خلال فترة حكم الإدارة العسكرية لمجلس الدولة للسلام والتنمية (1988 – 2011)، وفي ظل الحكومة المدنية المنتخبة حديثًا من عام 2011 وحتى الآن.

### الصراع في مرحلة ما بعد الاستقلال (1948 – 1962)
مثل كل من الشيوعيين، بقيادة الحزب الشيوعي البورمي، وقوميي كارين، بقيادة اتحاد كارين الوطني، أكبر تجمعين معارضين في بورما بعد استقلالها عن المملكة المتحدة في 4 يناير 1948. حارب الحزب الشيوعي البورمي الحكومة الاستعمارية البريطانية قبل الاستقلال. مع ذلك، وخلال الأيام الأخيرة من حقبة الاحتلال الياباني لبورما أثناء الحرب العالمية الثانية، ساعد كل من الحزب الشيوعي البورمي وقوميي كارين البريطانيين في محاربة الجيش الإمبراطوري الياباني. ساد الهدوء الساحة البورمية خلال الفترة الانتقالية التي أعقبت مرحلة الاستقلال، إلا أن البلاد لم تلبث أن عادت إلى حالة التوتر، مع إشعال الحزب الشيوعي الصيني لشرارة الصراع في إقليم بيغو (التي تعرف اليوم باسم باغو) في الثاني من أبريل من عام 1948.
خلال مرحلة ما بعد الاستقلال، فضل اتحاد كارين الوطني إقامة دولة مستقلة يحكمها شعب كارين. شملت دولة شعب كارين المقترحة أراضي ولاية كارين وولاية كاريني (حاليًا ولاية كايين وولاية كاياه)، في المنطقة التي تعرف باسم بورما السفلى (أو ميانمار الخارجية). منذ ذلك الحين، حول اتحاد كارين الوطني تركيز عمله من تحقيق الاستقلال الكامل إلى تحقيق الحكم الذاتي الإقليمي في ظل نظام فيدرالي مع تمثيل عادل لشعب كارين في الحكومة المركزية.

### الصراع ما بعد الانقلاب (1962 – 1988)
بعد حكم ثلاث حكومات برلمانية متتالية لميانمار، تمكنت القوات المسلحة الميانمارية، بقيادة الجنرال ني وين، في عام 1962، من الإطاحة بالحكومة البرلمانية واستبدالها بمجلس عسكري بعد تنفيذ انقلاب عسكري ناجح. تلت عملية الانقلاب، اتهامات عديدة لمسؤولي البلاد بارتكاب انتهاكات جسيمة لحقوق الإنسان، واعتُقل جميع أعضاء مجلس الوزراء في الحكومة البرلمانية مع القادة السياسيين للأقليات العرقية، واحتجزوا دونما محاكمة. في نفس الفترة، ازدادت وتيرة تشكيل الأقليات العرقية الأخرى لفصائل متمردة، كجيش استقلال كاشين، وذلك ردًا على رفض الحكومة الجديدة خيار اعتماد نظام فيدرالي في البلاد.
أجرى الجنرال ني وين محادثات سلام مع المتمردين مرتين، الأولى بعد الانقلاب مباشرة، والثانية في عام 1972. واجهت المحادثات الانهيار في المرتين، ويعود ذلك، بشكل جزئي، إلى رفض الجنرال ني وين تبني نظام فيدرالي متعدد الأحزاب في البلاد. بعد فشل المفاوضات، عاد المنشقون عن القوات المسلحة البورمية، التاتماداو، والمسلحون المنتمين للجماعات العرقية إلى قواعدهم، وانتشر عنوان «لقد عادوا» في الصفحات الأولى لجميع الصحف المحلية في ميانمار. صادرت الحكومة الملكيات الخاصة، وتأسس، في عام 1974، حزب البرنامج الاشتراكي في بورما ليحكم البلاد بنظام الحزب الواحد. أصبحت ميانمار، في حقبة دكتاتورية الجنرال ني وين، التي استمرت 26 عامًا، مملكة متقوقعة معزولة، وانضمت إلى قائمة أقل البلدان نموًا في العالم. في عام 1988، أدت الاحتجاجات الطلابية، التي اجتاحت مختلف أنحاء البلاد، إلى الإطاحة بحزب البرنامج الاشتراكي في بورما وبالجنرال ني وين، واستبدالهما بنظام عسكري جديد، بقيادة مجلس الدولة للسلام والتنمية.
في عام 1967، أدى انتشار آيديولوجية الثورة الثقافية الصينية إلى وقوع أعمال شغب بين مجتمعات بامار والمجتمعات الصينية في رانغون (التي تعرف اليوم باسم يانغون) ومدن أخرى. أدت أعمال الشغب إلى مقتل 31 شخصًا، ودفعت الصين إلى دعم الحزب الشيوعي البورمي علنًا.

### انتفاضة 8888
في 12 مارس 1988، خرج طلاب مدينة يانغون (التي تعرف اليوم باسم رانغون) بمظاهرات مناهضة للحكم الشمولي للجنرال ني وين وحزبه، حزب البرنامج الاشتراكي في بورما، وسرعان ما انتقلت الاحتجاجات لتشمل جميع الأراضي البورمية. نجحت الاحتجاجات بالضغط على حكومة حزب البرنامج الاشتراكي في بورما لتبني نظام متعدد الأحزاب. مع ذلك، نجح انقلاب 18 سبتمبر لعام 1988 بالإطاحة بالحكومة، وأنشأ الجيش مجلس الدولة لاستعادة القانون والنظام، واستخدم العنف في قمع المظاهرين، وأنهى، بحلول 21 سبتمبر 1988، جميع أشكال الاحتجاجات في البلاد.
زعمت السلطات في ميانمار أن عدد قتلى الاحتجاجات لم يتجاوز 350 شخصًا، بينما ادعت جماعات المعارضة أن رصاص الجيش أودى بحياة آلاف الأشخاص في الاحتجاجات، وتجاوز عدد قتلى الاحتجاجات، وفقًا لصحيفة ذي إيكونوميست، 3000 شخص. وافق المجلس العسكري، بعد استخدامه العنف في قمع انتفاضة 8888، على توقيع اتفاقية لوقف إطلاق النار مع بعض الجماعات المتمردة، بعد انتهاء جميع مظاهر الاحتجاج بشكل نهائي.